# Cerbère
Cerbère (katalanska: Cervera de la Marenda) är en kommun i departementet Pyrénées-Orientales i regionen Occitanien i södra Frankrike. Kommunen ligger i kantonen Côte Vermeille som tillhör arrondissementet Céret. År 2022 hade Cerbère 1 213 invånare.

## Befolkningsutveckling
Antalet invånare i kommunen Cerbère
| Referens: INSEE |